# 沃利齊亞 (科斯托皮爾區)
50°58′19″N 26°14′39″E / 50.97194°N 26.24417°E
沃利齊亞（烏克蘭語：Волиця），是烏克蘭西北部的村莊，隸屬里夫內州的里夫內區。該村面積2.01平方公里，海拔高度182米，2001年人口351，人口密度每平方公里208.9人。